# Brissauda

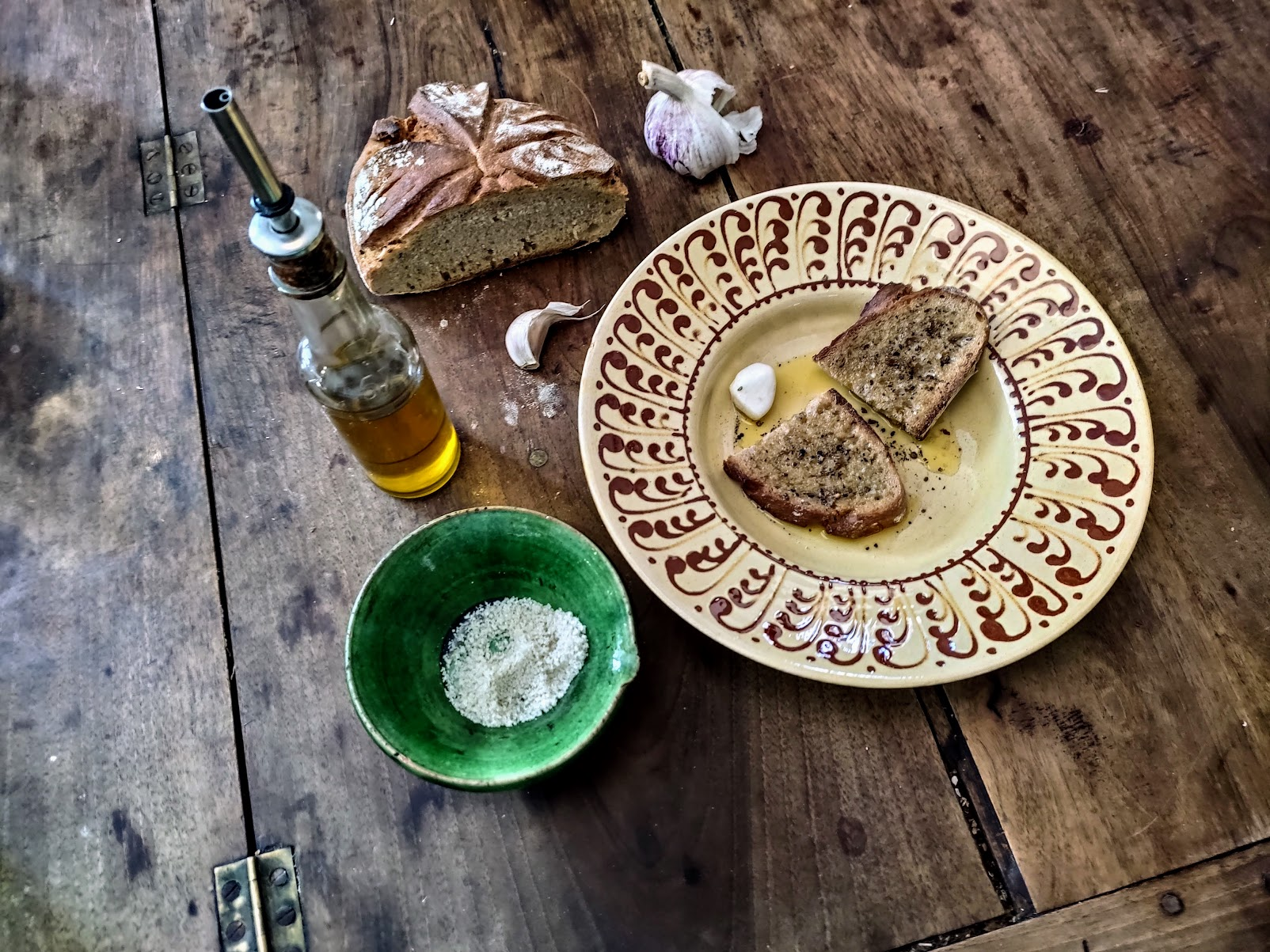
Brissauda niçoise.

La brissauda (parfois bressauda) en niçois, ou brissaudo en provençal, est une spécialité culinaire du Pays niçois et de Provence, composée d’une tranche de pain grillé, frottée d’ail et arrosée d’huile d’olive sortant (si possible) juste du pressoir.
C’est aussi une façon de fêter l’arrivée de l’huile nouvelle dans les moulins de Provence.
Avec le pan-bagnat et la pissaladière, elle est typique de la merenda niçoise, traditionnel casse-croûte du matin, ou du cacho-crousto provençal : « en Provence occidentale et dans le Comtat Venaissin, le paysan, et plus particulièrement le vigneron, frottait aussi une tranche de pain rassis d'une gousse d'ail, l'arrosait d'un filet d'huile d'olive, et la dégustait accompagnée d'un anchois ou d'une pomme d'amour. C'était le cacho qui, conclu par un verre de vin, coupait la faim jusqu'à midi ».

## Fête de l'huile nouvelle
Il existe aussi des formes moins pelliculaires d'une sociabilité du travail, vécue plus intensément, plus profondément, comme si elle possédait une densité supérieure. La fabrication de l'huile d'olives, couronnée par la fête de l'huile nouvelle, la brissaudo, en est un exemple longtemps très vivant en pays niçois. Ici, on est entre parents et voisins-amis. Certes, le groupe est réduit. Mais la brissaudo vit partout où est l'olivier. Et surtout, on fabrique ensemble le produit fini, à manger. Chacun a participé à la naissance d'une richesse unique, tirée d'un arbre sacré, un peu comme la vigne. Et, comme le vin, l'huile possède ses crus et ses « fabricants » réputés. La consommation commune de pain rôti, frotté d'ail et arrosé d'huile nouvelle, est alors bien davantage qu'un repas de fin de récolte : c’est une véritable cérémonie où, recueillis, les « tasteurs » confirmés goûtent et jugent la production. Alors est reconnue la qualité de l'arbre, du fruit et du travail de l'homme, associés dans une paternité un peu magique, comme celle qui auréole le bon vigneron.

## Anecdotes
Ce petit déjeuner était celui de Pierre Troisgros qui, dans son restaurant de Roanne, dégustait un croûton de pain trempé dans l'huile d'olive.
Le Procope, café historique de Paris, le sert à sa clientèle comme mise en bouche.